# 氷川神社 (練馬区氷川台)
氷川神社（ひかわじんじゃ）は、東京都練馬区氷川台にある神社。通称「大氷川」。地名を冠して氷川台氷川神社（ひかわだいひかわじんじゃ）とも称される。祭神は須佐之男命。毎年、4月と9月に祭事が行われる。氷川台の町名はこの神社に由来する。

## 由緒
1457年（長禄元年）の創建という。渋川義鏡が古河公方の足利成氏との戦の途上、下練馬で石神井川を渡ろうとした時、淀みに泉を発見し、武運長久を祈ったのに始まるという。もとは、「お浜井戸」（桜台6-32）に鎮座していたが、1477年（文明9年）江古田原の戦いのために焼失。江戸時代の延享年間（1744年 - 1748年）に現在地に移転・再建された。

## 文化財
神輿渡御行列図絵馬
1910年（明治43年）奉納。みこしとぎょぎょうれつずえま。練馬区指定有形民俗文化財（2005年（平成17年）2月15日指定）。練馬区登録有形民俗文化財（2000年（平成12年）登録）。春祭りで行われる「お浜井戸の里帰り行列」（江戸時代から行われ、現在も3年ごとに行う）を描いた絵馬。サーベルを持った巡査が先導し、太鼓や旗を持つ50人余が、石神井川沿いを行列している様子が克明に描かれている。横143cm、高さ56cm。非公開。
氷川神社の狛犬
1787年（天明7年）造立。練馬区登録有形文化財（1988年（昭和63年）登録）。獅子型で対をなし、いずれも高さ60cmの石造。向かって左側の「吽形像」の台石の背面には、「天明七年(1787年)」の銘がある。区内の神社に残る狛犬としては最古。
角柱型水盤
1747年（延享4年）造立。練馬区登録有形文化財（1988年（昭和63年）登録）。幅50cm、奥行46cm、高さ61cmの石造。正面に「延享四年下練馬上宿」の銘がある。角柱型の水盤として、区内神社に残る唯一のもの。
大氷川の力石
練馬区登録有形民俗文化財（2001年（平成13年）登録）。
鶴の舞
練馬区指定無形民俗文化財（1994年（平成6年）指定）。練馬区登録無形民俗文化財（1992年（平成4年）登録）。保持団体は、氷川神社宮宿鶴の舞保存会。
神輿渡御の御供道中歌
みこしとぎょのおともどうちゅうか。練馬区登録無形民俗文化財（1992年（平成4年）登録）。保持団体は、氷川神社宮宿鶴の舞保存会。
草摺引図絵馬（くさずりびきずえま）
江戸時代中期（18世紀半ば頃）の制作と推定される役者絵馬。練馬区登録有形文化財。（平成25年度登録）。

## その他
- 一の鳥居 - 1775年（安永4年）銘の石造り。

## 交通アクセス
- 東京メトロ有楽町線氷川台駅から北へ5分。